# ハムザ・シェラーズ
ハムザ・シェラーズ（Hamzah Sheeraz、1999年5月25日 - ）は、イギリスのプロボクサー。ロンドン・イルフォード出身。

## 来歴
ロンドンのイルフォードで、パキスタン系の父親とインド人の母親との間に生まれる。父方の祖父と叔父はともにボクサーで、父親はクリケット選手だった。8歳の時、叔父にボクシングジムに通わせてもらい、その後、全国ジュニア選手権で3度決勝に進出した。しかし、コモンウェルスのユース選手権に出場できなかったことでボクシングに幻滅し、1年間は電気技師の見習いとして働いた。その後、当時のトレーナーだったレニー・ブッチャーと出会い、プロとしてデビューすることを決意した。

### プロ時代

#### スーパーウェルター級
18歳の誕生日にフランク・ウォーレン率いるクイーンズベリー・プロモーションズと契約。2017年9月16日、プロデビュー戦を行い、2回1分28秒TKO勝ち。
2019年11月30日、バーミンガムのバークレイカード・アリーナでライアン・ケリーとWBOヨーロピアンスーパーウェルター級王座決定戦を行い、6回2分58秒TKO勝ちを収め王座獲得に成功した。

#### ミドル級
2022年3月19日、ロンドンのウェンブリー・アリーナでジェズ・スミスとWBCインターナショナルシルバーミドル級王座決定戦を行い、2回38秒TKO勝ちを収め王座獲得に成功した。
2022年7月16日、ロンドンのカッパー・ボックスでフランシスコ・エマニュエル・トーレスとWBCシルバーミドル級王座決定戦を行い、5回1分56秒TKO勝ちを収め王座獲得に成功した。
2022年11月26日、ロンドンのO2アリーナでリバー・ウィルソン＝ベントとコモンウェルスミドル級王座決定戦およびWBCシルバー同級タイトルマッチを行い、2回2分55秒TKO勝ちを収め、コモンウェルス王座獲得に成功するとともにWBCシルバー王座の初防衛に成功した。
2024年6月1日、サウジアラビア・リヤドのキングダム・アリーナにてマッチルーム・スポーツとクイーンズベリー・プロモーションズによる5対5の対抗戦の中堅戦としてWBC世界ミドル級5位のオースティン・ウィリアムズとWBC世界同級挑戦者決定戦およびWBCシルバー同級タイトルマッチを行い、11回45秒TKO勝ちを収め、4度目のWBCシルバー王座防衛に成功するとともにカルロス・アダメスへの挑戦権を獲得した。
2024年9月21日、ロンドンのウェンブリー・スタジアムで欧州ミドル級王者タイラー・デニーと欧州・WBCシルバー・コモンウェルス同級タイトルマッチを行い、2回2分5秒TKO勝ちを収め、欧州王座獲得に成功するとともに、5度目のWBCシルバー王座防衛、2度目のコモンウェルス王座防衛に成功した。
2024年10月8日、WBOはIBF・WBO世界ミドル級統一王者ジャニベク・アリムハヌリに対して、WBO世界同級1位のシェラーズと防衛戦を行うよう指令した。

#### スーパーミドル級
2025年7月12日、ニューヨーク市クイーンズ区のルイ・アームストロング・スタジアムでWBC世界スーパーミドル級5位のエドガー・ベルランガとWBC世界同級挑戦者決定戦を行い、4回に左フック、右ストレート、左フックの連撃と左フック、右ストレート、5回に左フック、右ストレートで3度ダウンを奪い、ベルランガの右グローブがキャンバスに触れる形で3度目のダウンを奪った直後にレフェリーが即座に試合を止め、5回17秒TKO勝ちを収め王者のサウル・アルバレスへの挑戦権を獲得したとともにベルランガにプロ初のKO負けを与えた。

## 戦績
- プロボクシング：23戦 22勝 (18KO) 無敗 1分

| 戦           | 日付           | 勝敗 | 時間     | 内容    | 対戦相手                             | 国籍           | 備考                                                                                                |
| ------------ | -------------- | ---- | -------- | ------- | ------------------------------------ | -------------- | --------------------------------------------------------------------------------------------------- |
| 1            | 2017年9月16日  | ☆    | 2R 1:28  | TKO     | デュアン・グリーン                   | イギリス       | プロデビュー戦                                                                                      |
| 2            | 2018年2月24日  | ☆    | 4R       | 判定    | クリスチャン・ホスキン＝ゴメス       | イギリス       | |
| 3            | 2018年4月6日   | ☆    | 1R 1:57  | KO      | クリス・ジェンキンソン               | イギリス       | |
| 4            | 2018年7月13日  | ☆    | 4R       | 判定    | ミゲル・アギラー                     | ニカラグア     | |
| 5            | 2018年10月20日 | ☆    | 4R       | 判定    | ジギマンタス・ブトケビシアス         | リトアニア     | |
| 6            | 2018年12月15日 | ☆    | 6R       | 判定    | ジョーダン・グラナム                 | イギリス       | |
| 7            | 2019年3月8日   | ☆    | 1R 1:10  | TKO     | ロッド・ダグラス・ジュニア           | イギリス       | |
| 8            | 2019年4月27日  | ☆    | 2R 1:05  | TKO     | ラディスラフ・ネメス                 | スロバキア     | |
| 9            | 2019年7月13日  | ☆    | 1R 1:32  | TKO     | スコット・ジェームズ                 | イギリス       | |
| 10           | 2019年11月30日 | ☆    | 6R 2:58  | TKO     | ライアン・ケリー                     | イギリス       | WBOヨーロピアンスーパーウェルター級王座決定戦                                                       |
| 11           | 2020年7月10日  | ☆    | 6R 終了  | TKO     | ポール・キーン                       | イギリス       | WBOヨーロピアン防衛1                                                                                |
| 12           | 2020年11月28日 | ☆    | 10R 1:11 | TKO     | グイド・ニコラス・ピット             | アルゼンチン   | WBOヨーロピアン防衛2                                                                                |
| 13           | 2021年7月24日  | ☆    | 5R 2:23  | TKO     | エゼキエル・グリア                   | スペイン       | WBOヨーロピアン防衛3                                                                                |
| 14           | 2021年12月4日  | ☆    | 9R 0:58  | TKO     | ブラッドリー・スキート               | イギリス       | WBOヨーロピアン防衛4                                                                                |
| 15           | 2022年3月19日  | ☆    | 2R 0:38  | TKO     | ジェズ・スミス                       | イギリス       | WBCインターナショナルシルバーミドル級王座決定戦                                                     |
| 16           | 2022年7月16日  | ☆    | 5R 1:56  | TKO     | フランシスコ・エマニュエル・トーレス | アルゼンチン   | WBCシルバーミドル級王座決定戦                                                                       |
| 17           | 2022年11月26日 | ☆    | 2R 2:55  | TKO     | リバー・ウィルソン＝ベント           | イギリス       | コモンウェルスミドル級王座決定戦 WBCシルバー防衛1                                                   |
| 18           | 2023年8月26日  | ☆    | 2R 0:35  | TKO     | ドミトロ・ミトロファノフ             | ウクライナ     | WBCシルバー防衛2                                                                                    |
| 19           | 2024年2月10日  | ☆    | 1R 2:36  | TKO     | リアム・ウィリアムス                 | イギリス       | WBCシルバー防衛3・コモンウェルス防衛1                                                               |
| 20           | 2024年6月1日   | ☆    | 11R 0:45 | TKO     | オースティン・ウィリアムズ           | アメリカ合衆国 | WBC世界ミドル級挑戦者決定戦 WBCシルバー防衛4                                                        |
| 21           | 2024年9月21日  | ☆    | 2R 2:05  | TKO     | タイラー・デニー                     | イギリス       | WBCシルバー・コモンウェルス・欧州ミドル級王座統一戦 WBCシルバー防衛5・コモンウェルス防衛2・欧州獲得 |
| 22           | 2025年2月22日  | △    | 12R      | 判定1-1 | カルロス・アダメス                   | ドミニカ共和国 | WBC世界ミドル級タイトルマッチ                                                                       |
| 23           | 2025年7月12日  | ☆    | 5R 0:17  | TKO     | エドガー・ベルランガ                 | アメリカ合衆国 | WBC世界スーパーミドル級挑戦者決定戦                                                                 |
| テンプレート |                |      |          |         |                                      |                | |

## 獲得タイトル
- WBOヨーロピアンスーパーウェルター級王座
- WBCインターナショナルミドル級シルバー王座
- WBCミドル級シルバー王座
- コモンウェルスミドル級王座
- 欧州ミドル級王座